# Kevin Willmott
Kevin Willmott (Junction City, 31 de agosto de 1959) es un cineasta y actor estadounidense.

## Carrera
Willmott es reconocido por sus películas sobre temáticas raciales como Ninth Street, C.S.A.: The Confederate States of America y Bunker Hill. Su largometraje The Only Good Indian (2009) relata la historia de varios niños nativos americanos y su experiencia en un internado. Para el filme Jayhawkers (2014) se basó en la vida de Wilt Chamberlain, Phog Allen y el equipo de los Kansas Jayhawks de 1956.
Ha colaborado en varias oportunidades con Spike Lee, con quien comparte un Premio Óscar al mejor guion adaptado por BlacKkKlansman. Colaboraron nuevamente en el guion de Da 5 Bloods, estrenada a nivel mundial el 12 de junio de 2020.

## Filmografía

### Cine
| Año  | Título                                    | Notas                                 |
| ---- | ----------------------------------------- | ------------------------------------- |
| 1999 | Ninth Street                              | Director, guionista, productor, actor |
| 2003 | Das Bus                                   | Actor                                 |
| 2003 | The Search for Inflata-boy                | Actor                                 |
| 2003 | The Fascist of X-Mart                     | Actor                                 |
| 2004 | C.S.A.: The Confederate States of America | Director y guionista                  |
| 2007 | Waiting for the Son                       | Actor                                 |
| 2008 | Bunker Hill                               | Director, guionista y actor           |
| 2008 | The Only Good Indian                      | Director y productor                  |
| 2013 | Destination: Planet Negro                 | Director y guionista                  |
| 2013 | Jayhawkers                                | Director, guionista y productor       |
| 2015 | Chi-Raq                                   | Guionista                             |
| 2018 | BlacKkKlansman                            | Guionista                             |
| 2020 | Da 5 Bloods                               | Guionista                             |
| 2020 | The 24th                                  | Director, coguionista                 |

### Televisión
| Año  | Título            | Notas     |
| ---- | ----------------- | --------- |
| 2000 | The '70s          | Guionista |
| 2005 | High Tech Lincoln | Productor |

## Premios y nominaciones
Premios Óscar
| Año  | Categoría            | Película       | Resultado |
| ---- | -------------------- | -------------- | --------- |
| 2019 | Mejor guion adaptado | BlacKkKlansman | Ganador   |